# 24 Horas de Le Mans 2025
Las 24 Horas de Le Mans 2025 (oficialmente en francés 93e 24 Heures du Mans) fue la edición número 93.º del evento automovilístico de resistencia por excelencia, que se realizó los días 14 y 15 de junio de 2025 en el circuito de la Sarthe, Le Mans (Francia). El evento fue organizado por el Automobile Club de l'Ouest, y fue la cuarta cita de la temporada 2025 del Campeonato Mundial de Resistencia de la FIA.
El automóvil número 83 de AF Corse manejado por Philip Hanson, Robert Kubica y Ye Yifei fue el ganador en la clase Hypercar.

## Lista de participantes
| Icono | Categoría                                   |
| ----- | ------------------------------------------- |
| WEC   | Campeonato Mundial de Resistencia de la FIA |
| ELMS  | European Le Mans Series                     |
| ALMS  | Asian Le Mans Series                        |
| IMSA  | IMSA SportsCar Championship                 |
| GTWC  | GT World Challenge Europe                   |
| 24LM  | Solamente 24 Horas de Le Mans               |
| Icono | Nota                                        |
| P2    | LMP2                                        |
| PA    | LMP2 Pro-Am                                 |

| N.º      | Escudería                 | Chasis y motor                   | Neu.     | Categoría | Nota                  | Piloto 1               | Piloto 2                 | Piloto 3                 |
| Hypercar | Hypercar                  | Hypercar                         | Hypercar | Hypercar  | Hypercar              | Hypercar               | Hypercar                 | Hypercar                 |
| -------- | ------------------------- | -------------------------------- | -------- | --------- | --------------------- | ---------------------- | ------------------------ | ------------------------ |
| 007      | Aston Martin THOR Team    | Aston Martin Valkyrie            | M        | WEC       |                       | Tom Gamble             | Ross Gunn                | Harry Tincknell          |
| 009      | Aston Martin THOR Team    | Aston Martin Valkyrie            | M        | WEC       | Roman De Angelis      | Alex Riberas           | Marco Sørensen           |                          |
| 4        | Porsche Penske Motorsport | Porsche 963                      | M        | IMSA      | Hybrid                | Felipe Nasr            | Nick Tandy               | Pascal Wehrlein          |
| 5        | Porsche Penske Motorsport | Porsche 963                      | M        | WEC       | Hybrid                | Julien Andlauer        | Michael Christensen      | Mathieu Jaminet          |
| 6        | Porsche Penske Motorsport | Porsche 963                      | M        | WEC       | Hybrid                | Matt Campbell          | Kévin Estre              | Laurens Vanthoor         |
| 7        | Toyota Gazoo Racing       | Toyota GR010 Hybrid              | M        | WEC       | Hybrid                | Mike Conway            | Kamui Kobayashi          | Nyck de Vries            |
| 8        | Toyota Gazoo Racing       | Toyota GR010 Hybrid              | M        | WEC       | Hybrid                | Sébastien Buemi        | Brendon Hartley          | Ryō Hirakawa             |
| 12       | Cadillac Hertz Team Jota  | Cadillac V-Series.R              | M        | WEC       | Hybrid                | Alex Lynn              | Norman Nato              | Will Stevens             |
| 15       | BMW M Team WRT            | BMW M Hybrid V8                  | M        | WEC       | Hybrid                | Kevin Magnussen        | Raffaele Marciello       | Dries Vanthoor           |
| 20       | BMW M Team WRT            | BMW M Hybrid V8                  | M        | WEC       | Hybrid                | Robin Frijns           | René Rast                | Sheldon van der Linde    |
| 35       | Alpine Endurance Team     | Alpine A424                      | M        | WEC       | Hybrid                | Paul-Loup Chatin       | Ferdinand Habsburg       | Charles Milesi           |
| 36       | Alpine Endurance Team     | Alpine A424                      | M        | WEC       | Hybrid                | Jules Gounon           | Frédéric Makowiecki      | Mick Schumacher          |
| 38       | Cadillac Hertz Team Jota  | Cadillac V-Series.R              | M        | WEC       | Hybrid                | Earl Bamber            | Sébastien Bourdais       | Jenson Button            |
| 50       | Ferrari AF Corse          | Ferrari 499P                     | M        | WEC       | Hybrid                | Antonio Fuoco          | Miguel Molina            | Nicklas Nielsen          |
| 51       | Ferrari AF Corse          | Ferrari 499P                     | M        | WEC       | Hybrid                | James Calado           | Antonio Giovinazzi       | Alessandro Pier Guidi    |
| 83       | AF Corse                  | Ferrari 499P                     | M        | WEC       | Hybrid                | Philip Hanson          | Robert Kubica            | Ye Yifei Ye              |
| 93       | Peugeot TotalEnergies     | Peugeot 9X8                      | M        | WEC       | Hybrid                | Paul di Resta          | Mikkel Jensen            | Jean-Éric Vergne         |
| 94       | Peugeot TotalEnergies     | Peugeot 9X8                      | M        | WEC       | Hybrid                | Loïc Duval             | Malthe Jakobsen          | Stoffel Vandoorne        |
| 99       | Proton Competition        | Porsche 963                      | M        | WEC       | Hybrid                | Neel Jani              | Nico Pino                | Nicolás Varrone          |
| 101      | Cadillac WTR              | Cadillac V-Series.R              | M        | IMSA      | Hybrid                | Filipe Albuquerque     | Jordan Taylor            | Ricky Taylor             |
| 311      | Cadillac Whelen           | Cadillac V-Series.R              | M        | IMSA      | Hybrid                | Jack Aitken            | Felipe Drugovich         | Frederik Vesti           |
| LMP2     |                           |                                  |          |           |                       |                        |                          |                          |
| 9        | Iron Lynx - Proton        | Oreca 07-Gibson                  | G        | ELMS      | P2                    | Macéo Capietto         | Reshad de Gerus          | Jonas Ried               |
| 11       | Proton Competition        | Oreca 07-Gibson                  | G        | ALMS      | PA                    | René Binder            | Giorgio Roda             | Bent Viscaal             |
| 16       | RLR MSport                | Oreca 07-Gibson                  | G        | 24LM      | PA                    | Ryan Cullen            | Michael Jensen           | Patrick Pilet            |
| 18       | IDEC Sport                | Oreca 07-Gibson                  | G        | ELMS      | P2                    | Jamie Chadwick         | Mathys Jaubert           | André Lotterer           |
| 22       | United Autosports         | Oreca 07-Gibson                  | G        | ELMS      | P2                    | Pietro Fittipaldi      | David Heinemeier Hansson | Renger van der Zande     |
| 23       | United Autosports         | Oreca 07-Gibson                  | G        | ELMS      | PA                    | Ben Hanley             | Oliver Jarvis            | Daniel Schneider         |
| 24       | Nielsen Racing            | Oreca 07-Gibson                  | G        | ELMS      | PA                    | Cem Bölükbaşı          | Colin Braun              | Naveen Rao               |
| 25       | Algarve Pro Racing        | Oreca 07-Gibson                  | G        | ELMS      | P2                    | Lorenzo Fluxá          | Matthias Kaiser          | Théo Pourchaire          |
| 28       | IDEC Sport                | Oreca 07-Gibson                  | G        | ELMS      | P2                    | Sebastián Álvarez      | Paul Lafargue            | Job van Uitert           |
| 29       | TDS Racing                | Oreca 07-Gibson                  | G        | ELMS      | PA                    | Mathias Beche          | Clément Novalak          | Rodrigo Sales            |
| 34       | Inter Europol Competition | Oreca 07-Gibson                  | G        | IMSA      | PA                    | Nick Boulle            | Luca Ghiotto             | Jean-Baptiste Simmenauer |
| 37       | CLX - Pure Rxcing         | Oreca 07-Gibson                  | G        | ELMS      | P2                    | Tom Blomqvist          | Alex Malykhin            | Tristan Vautier          |
| 43       | Inter Europol Competition | Oreca 07-Gibson                  | G        | ELMS      | P2                    | Tom Dillmann           | Jakub Śmiechowski        | Nick Yelloly             |
| 45       | Algarve Pro Racing        | Oreca 07-Gibson                  | G        | IMSA      | PA                    | Nicky Catsburg         | George Kurtz             | Alex Quinn               |
| 48       | VDS Panis Racing          | Oreca 07-Gibson                  | G        | ELMS      | P2                    | Oliver Gray            | Esteban Masson           | Franck Perera            |
| 183      | AF Corse                  | Oreca 07-Gibson                  | G        | ELMS      | PA                    | António Félix da Costa | François Perrodo         | Matthieu Vaxivière       |
| 199      | AO by TF                  | Oreca 07-Gibson                  | G        | ELMS      | PA                    | Dane Cameron           | Louis Delétraz           | P. J. Hyett              |
| LMGT3    |                           |                                  |          |           |                       |                        |                          |                          |
| 10       | Racing Spirit of Léman    | Aston Martin Vantage AMR GT3 Evo | G        | WEC       |                       | Eduardo Barrichello    | Derek DeBoer             | Valentin Hasse-Clot      |
| 13       | AWA Racing                | Chevrolet Corvette Z06 GT3.R     | G        | IMSA      | Matt Bell             | Orey Fidani            | Lars Kern                |                          |
| 21       | Vista AF Corse            | Ferrari 296 GT3                  | G        | WEC       | François Hériau       | Simon Mann             | Alessio Rovera           |                          |
| 27       | Heart of Racing Team      | Aston Martin Vantage AMR GT3 Evo | G        | WEC       | Mattia Drudi          | Ian James              | Zacharie Robichon        |                          |
| 31       | The Bend Team WRT         | BMW M4 GT3 Evo                   | G        | WEC       | Timur Boguslavskiy    | Augusto Farfus         | Yasser Shahin            |                          |
| 33       | TF Sport                  | Chevrolet Corvette Z06 GT3.R     | G        | WEC       | Jonny Edgar           | Daniel Juncadella      | Ben Keating              |                          |
| 46       | Team WRT                  | BMW M4 GT3 Evo                   | G        | WEC       | Ahmad Al Harthy       | Valentino Rossi        | Kelvin van der Linde     |                          |
| 54       | Vista AF Corse            | Ferrari 296 GT3                  | G        | WEC       | Francesco Castellacci | Thomas Flohr           | Davide Rigon             |                          |
| 57       | Kessel Racing             | Ferrari 296 GT3                  | G        | ELMS      | Takeshi Kimura        | Daniel Serra           | Casper Stevenson         |                          |
| 59       | United Autosports         | McLaren 720S GT3 Evo             | G        | WEC       | Sébastien Baud        | James Cottingham       | Grégoire Saucy           |                          |
| 60       | Iron Lynx                 | Mercedes-AMG GT3 Evo             | G        | WEC       | Andrew Gilbert        | Lorcan Hanafin         | Fran Rueda               |                          |
| 61       | Iron Lynx                 | Mercedes-AMG GT3 Evo             | G        | WEC       | Martin Berry          | Lin Hodenius           | Maxime Martin            |                          |
| 63       | Iron Lynx                 | Mercedes-AMG GT3 Evo             | G        | ELMS      | Brenton Grove         | Stephen Grove          | Luca Stolz               |                          |
| 77       | Proton Competition        | Ford Mustang GT3                 | G        | WEC       | Ben Barker            | Bernardo Sousa         | Ben Tuck                 |                          |
| 78       | Akkodis ASP Team          | Lexus RC F GT3                   | G        | WEC       | Finn Gehrsitz         | Jack Hawksworth        | Arnold Robin             |                          |
| 81       | TF Sport                  | Chevrolet Corvette Z06 GT3.R     | G        | WEC       | Rui Andrade           | Charlie Eastwood       | Tom van Rompuy           |                          |
| 85       | Iron Dames                | Porsche 911 GT3 R (992)          | G        | WEC       | Rahel Frey            | Michelle Gatting       | Célia Martin             |                          |
| 87       | Akkodis ASP Team          | Lexus RC F GT3                   | G        | WEC       | José María López      | Clemens Schmid         | Răzvan Umbrărescu        |                          |
| 88       | Proton Competition        | Ford Mustang GT3                 | G        | WEC       | Stefano Gattuso       | Giammarco Levorato     | Dennis Olsen             |                          |
| 90       | Manthey                   | Porsche 911 GT3 R (992)          | G        | ALMS      | Antares Au            | Klaus Bachler          | Loek Hartog              |                          |
| 92       | Manthey 1st Phorm         | Porsche 911 GT3 R (992)          | G        | WEC       | Ryan Hardwick         | Richard Lietz          | Riccardo Pera            |                          |
| 95       | United Autosports         | McLaren 720S GT3 Evo             | G        | WEC       | Sean Gelael           | Darren Leung           | Marino Sato              |                          |
| 150      | Richard Mille AF Corse    | Ferrari 296 GT3                  | G        | ELMS      | Riccardo Agostini     | Custodio Toledo        | Lilou Wadoux             |                          |
| 193      | Ziggo Sport - Tempesta    | Ferrari 296 GT3                  | G        | GTWC      | Eddie Cheever III     | Chris Froggatt         | Jonathan Hui             |                          |
| Fuentes: |                           |                                  |          |           |                       |                        |                          |                          |

### Pilotos reserva
| Reserva  | Clase    | N.º | Escudería          | Chasis y motor  | Neu. | Categoría | Nota   | Piloto 1             | Piloto 2          | Piloto 3        |
| -------- | -------- | --- | ------------------ | --------------- | ---- | --------- | ------ | -------------------- | ----------------- | --------------- |
| 1.º      | Hypercar | 44  | Proton Competition | Porsche 963     | M    | IMSA      | Hybrid | Tristan Vautier      | Bandera de ?      | Bandera de ?    |
| 2.º      | LMGT3    | 86  | GR Racing          | Ferrari 296 GT3 | G    | ELMS      |        | Michael Wainwright   | Bandera de ?      | Bandera de ?    |
| 3.º      | LMP2     | 3   | DKR Engineering    | Oreca 07-Gibson | G    | ELMS      | PA     | Alexander Mattschull | Bandera de ?      | Bandera de ?    |
| 4.º      | LMP2     | 30  | Duqueine Team      | Oreca 07-Gibson | G    | ELMS      | PA     | Mark Patterson       | Bandera de ?      | Bandera de ?    |
| 5.º      | LMGT3    | 66  | JMW Motorsport     | Ferrari 296 GT3 | G    | ELMS      |        | Jason Hart           | Scott Noble       | Bandera de ?    |
| 6.º      | LMP2     | 26  | Vector Sport       | Oreca 07-Gibson | G    | ELMS      | P2     | Ryan Cullen          | Pietro Fittipaldi | Vladislav Lomko |
| Fuentes: |          |     |                    |                 |      |           |        |                      |                   |                 |

## Clasificación
Las pole positions de cada clase están marcadas en negrita.
| Pos.     | Clase       | N.º | Escudería                 | Clasificación | Hiperpole 1 | Hiperpole 2 | Grilla |
| -------- | ----------- | --- | ------------------------- | ------------- | ----------- | ----------- | ------ |
| 1        | Hypercar    | 12  | Cadillac Hertz Team Jota  | 3:22.847      | 3:23.641    | 3:23.166    | 1      |
| 2        | Hypercar    | 38  | Cadillac Hertz Team Jota  | 3:23.467      | 3:23.141    | 3:23.333    | 2      |
| 3        | Hypercar    | 5   | Porsche Penske Motorsport | 3:23.544      | 3:23.979    | 3:23.475    | 3      |
| 4        | Hypercar    | 15  | BMW M Team WRT            | 3:22.887      | 3:24.061    | 3:23.659    | 4      |
| 5        | Hypercar    | 4   | Porsche Penske Motorsport | 3:24.584      | 3:23.547    | 3:23.983    | 5      |
| 6        | Hypercar    | 20  | BMW M Team WRT            | 3:23.805      | 3:23.250    | 3:24.009    | 6      |
| 7        | Hypercar    | 50  | Ferrari AF Corse          | 3:23.514      | 3:23.273    | 3:24.213    | 7      |
| 8        | Hypercar    | 311 | Cadillac Whelen           | 3:23.890      | 3:22.742    | 3:24.380    | 8      |
| 9        | Hypercar    | 36  | Alpine Endurance Team     | 3:23.945      | 3:23.462    | 3:24.398    | 9      |
| 10       | Hypercar    | 8   | Toyota Gazoo Racing       | 3:23.988      | 3:23.546    | Sin tiempo  | 10     |
| 11       | Hypercar    | 51  | Ferrari AF Corse          | 3:23.163      | 3:24.143    |             | 11     |
| 12       | Hypercar    | 35  | Alpine Endurance Team     | 3:24.667      | 3:24.153    |             | 12     |
| 13       | Hypercar    | 83  | AF Corse                  | 3:23.994      | 3:24.327    |             | 13     |
| 14       | Hypercar    | 101 | Cadillac WTR              | 3:24.030      | 3:24.811    |             | 14     |
| 15       | Hypercar    | 009 | Aston Martin THOR Team    | 3:24.869      | 3:25.258    |             | 15     |
| 16       | Hypercar    | 7   | Toyota Gazoo Racing       | 3:25.062      |             |             | 16     |
| 17       | Hypercar    | 94  | Peugeot TotalEnergies     | 3:25.240      |             |             | 17     |
| 18       | Hypercar    | 93  | Peugeot TotalEnergies     | 3:25.494      |             |             | 18     |
| 19       | Hypercar    | 99  | Proton Competition        | 3:25.527      |             |             | 19     |
| 20       | Hypercar    | 007 | Aston Martin THOR Team    | 3:26.349      |             |             | 20     |
| DSQ      | Hypercar    | 6   | Porsche Penske Motorsport | 3:23.360      |             |             | 21*    |
| 22       | LMP2 Pro-Am | 29  | TDS Racing                | 3:36.163      | 3:35.933    | 3:35.062    | 22     |
| 23       | LMP2        | 43  | Inter Europol Competition | 3:36.958      | 3:34.657    | 3:35.333    | 23     |
| 24       | LMP2 Pro-Am | 199 | AO by TF                  | 3:35.472      | 3:35.298    | 3:35.421    | 24     |
| 25       | LMP2 Pro-Am | 23  | United Autosports         | 3:35.657      | 3:36.463    | 3:35.459    | 25     |
| 26       | LMP2        | 22  | United Autosports         | 3:36.536      | 3:35.473    | 3:35.615    | 26     |
| 27       | LMP2        | 37  | CLX - Pure Rxcing         | 3:37.652      | 3:36.365    | 3:36.184    | 27     |
| 28       | LMP2 Pro-Am | 183 | AF Corse                  | 3:37.394      | 3:36.323    | 3:36.993    | 28     |
| 29       | LMP2 Pro-Am | 16  | RLR MSport                | 3:37.119      | 3:36.468    | 3:38.922    | 29     |
| 30       | LMP2        | 28  | IDEC Sport                | 3:37.004      | 3:36.675    |             | 30     |
| 31       | LMP2 Pro-Am | 45  | Algarve Pro Racing        | 3:35.954      | 3:36.834    |             | 31     |
| 32       | LMP2        | 48  | VDS Panis Racing          | 3:36.588      | 3:36.844    |             | 32     |
| 33       | LMP2        | 25  | Algarve Pro Racing        | 3:36.612      | 3:37.120    |             | 33     |
| 34       | LMP2 Pro-Am | 11  | Proton Competition        | 3:37.767      |             |             | 34     |
| 35       | LMP2        | 18  | IDEC Sport                | 3:37.940      |             |             | 35     |
| 36       | LMP2        | 9   | Iron Lynx - Proton        | 3:38.548      |             |             | 36     |
| 37       | LMP2 Pro-Am | 34  | Inter Europol Competition | 3:39.328      |             |             | 37     |
| 38       | LMP2 Pro-Am | 24  | Nielsen Racing            | 3:40.271      |             |             | 38     |
| 39       | LMGT3       | 27  | Heart of Racing Team      | 3:57.083      | 3:54.718    | 3:52.789    | 39     |
| 40       | LMGT3       | 21  | Vista AF Corse            | 3:58.116      | 3:54.745    | 3:53.085    | 40     |
| 41       | LMGT3       | 46  | Team WRT                  | 3:56.875      | 3:54.345    | 3:54.966    | 41     |
| 42       | LMGT3       | 61  | Iron Lynx                 | 3:58.732      | 3:54.731    | 3:54.998    | 42     |
| 43       | LMGT3       | 92  | Manthey 1st Phorm         | 3:57.255      | 3:54.659    | 3:55.140    | 43     |
| 44       | LMGT3       | 81  | TF Sport                  | 3:57.690      | 3:54.646    | 3:55.740    | 44     |
| 45       | LMGT3       | 95  | United Autosports         | 3:58.977      | 3:55.186    | 3:55.965    | 45     |
| 46       | LMGT3       | 78  | Akkodis ASP Team          | 3:57.321      | 3:54.934    | 4:03.660    | 46     |
| 47       | LMGT3       | 193 | Ziggo Sport - Tempesta    | 3:57.960      | 3:55.853    |             | 47     |
| 48       | LMGT3       | 88  | Proton Competition        | 3:57.827      | 3:56.160    |             | 48     |
| 49       | LMGT3       | 59  | United Autosports         | 3:58.106      | 3:56.171    |             | 49     |
| 50       | LMGT3       | 54  | Vista AF Corse            | 3:58.632      |             |             | 50     |
| 51       | LMGT3       | 77  | Proton Competition        | 3:59.004      |             |             | 51     |
| 52       | LMGT3       | 87  | Akkodis ASP Team          | 3:59.037      |             |             | 52     |
| 53       | LMGT3       | 57  | Kessel Racing             | 3:59.092      |             |             | 53     |
| 54       | LMGT3       | 31  | The Bend Team WRT         | 3:59.288      |             |             | 54     |
| 55       | LMGT3       | 10  | Racing Spirit of Léman    | 3:59.472      |             |             | 55     |
| 56       | LMGT3       | 85  | Iron Dames                | 4:00.026      |             |             | 56     |
| 57       | LMGT3       | 90  | Manthey                   | 4:00.450      |             |             | 57     |
| 58       | LMGT3       | 13  | AWA Racing                | 4:01.099      |             |             | 58     |
| 59       | LMGT3       | 150 | Richard Mille AF Corse    | Sin tiempo    |             |             | 59     |
| 60       | LMGT3       | 33  | TF Sport                  | Sin tiempo    |             |             | 60     |
| 61       | LMGT3       | 60  | Iron Lynx                 | Sin tiempo    |             |             | 61     |
| 62       | LMGT3       | 63  | Iron Lynx                 | Sin tiempo    |             |             | 62     |
| Fuentes: |             |     |                           |               |             |             |        |

## Carrera

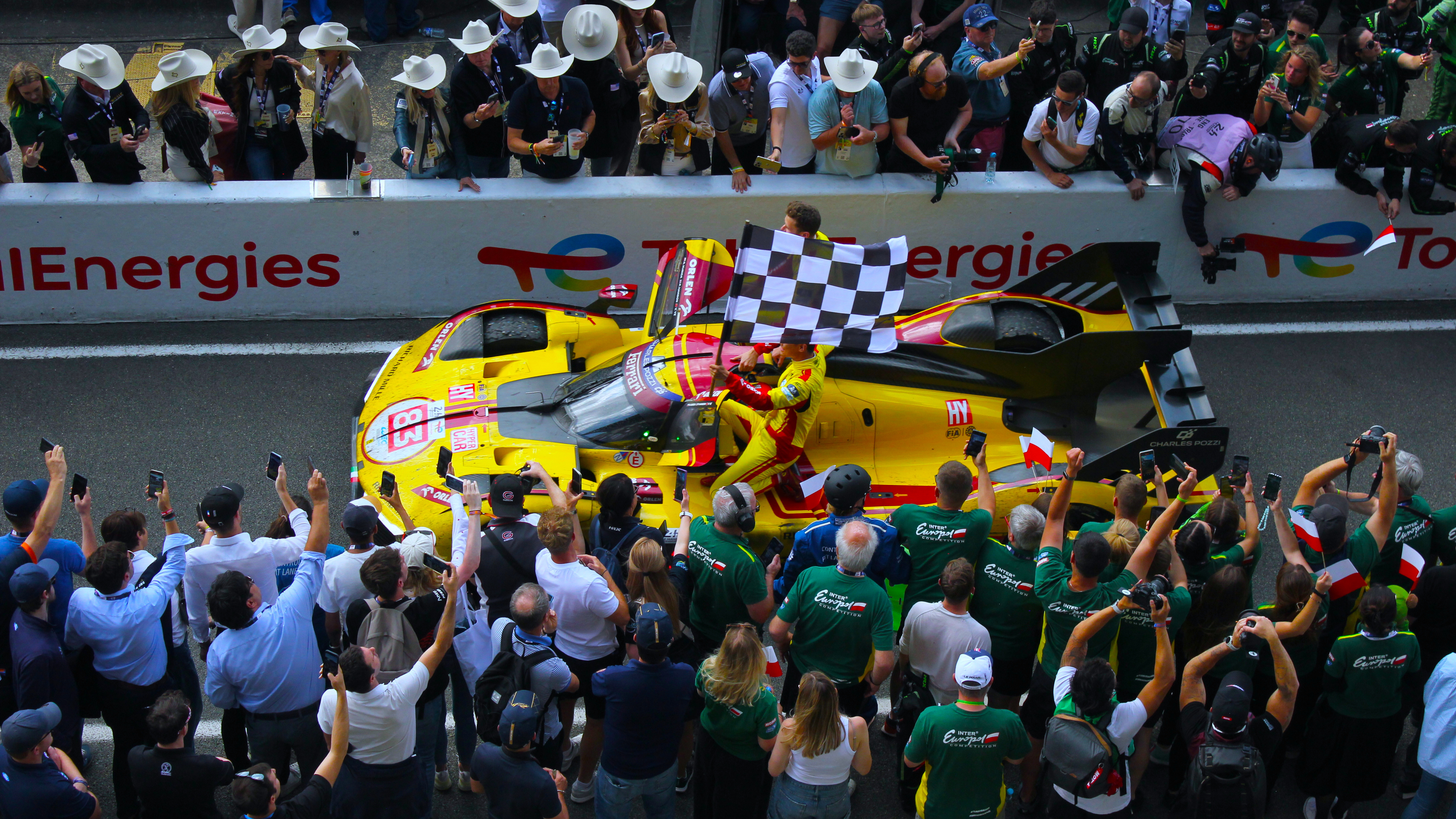
Philip Hanson, Robert Kubica y Ye Yifei celebrando la victoria en la Ferrari 499P.

Los ganadores de cada clase se indican en negrita.
| Pos.    | Clase         | N.º | Escudería                 | Pilotos                                                         | Chasis                           | Neu. | Vueltas | Tiempo/Retirado    |
| Pos.    | Clase         | N.º | Escudería                 | Pilotos                                                         | Motor                            | Neu. | Vueltas | Tiempo/Retirado    |
| ------- | ------------- | --- | ------------------------- | --------------------------------------------------------------- | -------------------------------- | ---- | ------- | ------------------ |
| 1       | Hypercar      | 83  | AF Corse                  | Philip Hanson Robert Kubica Ye Yifei                            | Ferrari 499P                     | M    | 387     | 24:02:53.332       |
| 1       | Hypercar      | 83  | AF Corse                  | Philip Hanson Robert Kubica Ye Yifei                            | Ferrari 3.0 L Turbo V6           | M    | 387     | 24:02:53.332       |
| 2       | Hypercar      | 6   | Porsche Penske Motorsport | Matt Campbell Kévin Estre Laurens Vanthoor                      | Porsche 963                      | M    | 387     | +14.084            |
| 2       | Hypercar      | 6   | Porsche Penske Motorsport | Matt Campbell Kévin Estre Laurens Vanthoor                      | Porsche 9RD 4.6 L Turbo V8       | M    | 387     | +14.084            |
| 3       | Hypercar      | 51  | Ferrari AF Corse          | James Calado Antonio Giovinazzi Alessandro Pier Guidi           | Ferrari 499P                     | M    | 387     | +28.487            |
| 3       | Hypercar      | 51  | Ferrari AF Corse          | James Calado Antonio Giovinazzi Alessandro Pier Guidi           | Ferrari 3.0 L Turbo V6           | M    | 387     | +28.487            |
| 4       | Hypercar      | 12  | Cadillac Hertz Team Jota  | Alex Lynn Norman Nato Will Stevens                              | Cadillac V-Series.R              | M    | 387     | +2:18.639          |
| 4       | Hypercar      | 12  | Cadillac Hertz Team Jota  | Alex Lynn Norman Nato Will Stevens                              | Cadillac 5.5 L V8                | M    | 387     | +2:18.639          |
| 5       | Hypercar      | 7   | Toyota Gazoo Racing       | Mike Conway Kamui Kobayashi Nyck de Vries                       | Toyota GR010 Hybrid              | M    | 386     | +1 vuelta          |
| 5       | Hypercar      | 7   | Toyota Gazoo Racing       | Mike Conway Kamui Kobayashi Nyck de Vries                       | Toyota 3.5 L Turbo V6            | M    | 386     | +1 vuelta          |
| 6       | Hypercar      | 5   | Porsche Penske Motorsport | Julien Andlauer Michael Christensen Mathieu Jaminet             | Porsche 963                      | M    | 386     | +1 vuelta          |
| 6       | Hypercar      | 5   | Porsche Penske Motorsport | Julien Andlauer Michael Christensen Mathieu Jaminet             | Porsche 4.6 L Turbo V8           | M    | 386     | +1 vuelta          |
| 7       | Hypercar      | 38  | Cadillac Hertz Team Jota  | Earl Bamber Sébastien Bourdais Jenson Button                    | Cadillac V-Series.R              | M    | 386     | +1 vuelta          |
| 7       | Hypercar      | 38  | Cadillac Hertz Team Jota  | Earl Bamber Sébastien Bourdais Jenson Button                    | Cadillac 5.5 L V8                | M    | 386     | +1 vuelta          |
| 8       | Hypercar      | 4   | Porsche Penske Motorsport | Felipe Nasr Nick Tandy Pascal Wehrlein                          | Porsche 963                      | M    | 386     | +1 vuelta          |
| 8       | Hypercar      | 4   | Porsche Penske Motorsport | Felipe Nasr Nick Tandy Pascal Wehrlein                          | Porsche 4.6 L Turbo V8           | M    | 386     | +1 vuelta          |
| 9       | Hypercar      | 35  | Alpine Endurance Team     | Paul-Loup Chatin Ferdinand Habsburg Charles Milesi              | Alpine A424                      | M    | 385     | +2 vueltas         |
| 9       | Hypercar      | 35  | Alpine Endurance Team     | Paul-Loup Chatin Ferdinand Habsburg Charles Milesi              | Alpine 3.4 L Turbo V6            | M    | 385     | +2 vueltas         |
| 10      | Hypercar      | 36  | Alpine Endurance Team     | Jules Gounon Frédéric Makowiecki Mick Schumacher                | Alpine A424                      | M    | 384     | +3 vueltas         |
| 10      | Hypercar      | 36  | Alpine Endurance Team     | Jules Gounon Frédéric Makowiecki Mick Schumacher                | Alpine 3.4 L Turbo V6            | M    | 384     | +3 vueltas         |
| 11      | Hypercar      | 94  | Peugeot TotalEnergies     | Loïc Duval Malthe Jakobsen Stoffel Vandoorne                    | Peugeot 9X8                      | M    | 384     | +3 vueltas         |
| 11      | Hypercar      | 94  | Peugeot TotalEnergies     | Loïc Duval Malthe Jakobsen Stoffel Vandoorne                    | Peugeot 2.6 L Turbo V6           | M    | 384     | +3 vueltas         |
| 12      | Hypercar      | 009 | Aston Martin THOR Team    | Roman De Angelis Alex Riberas Marco Sørensen                    | Aston Martin Valkyrie            | M    | 383     | +4 vueltas         |
| 12      | Hypercar      | 009 | Aston Martin THOR Team    | Roman De Angelis Alex Riberas Marco Sørensen                    | Aston Martin 6.5 L V12           | M    | 383     | +4 vueltas         |
| 13      | Hypercar      | 99  | Proton Competition        | Neel Jani Nico Pino Nicolás Varrone                             | Porsche 963                      | M    | 383     | +4 vueltas         |
| 13      | Hypercar      | 99  | Proton Competition        | Neel Jani Nico Pino Nicolás Varrone                             | Porsche 4.6 L Turbo V8           | M    | 383     | +4 vueltas         |
| 14      | Hypercar      | 007 | Aston Martin THOR Team    | Tom Gamble Ross Gunn Harry Tincknell                            | Aston Martin Valkyrie            | M    | 381     | +6 vueltas         |
| 14      | Hypercar      | 007 | Aston Martin THOR Team    | Tom Gamble Ross Gunn Harry Tincknell                            | Aston Martin 6.5 L V12           | M    | 381     | +6 vueltas         |
| 15      | Hypercar      | 8   | Toyota Gazoo Racing       | Sébastien Buemi Brendon Hartley Ryō Hirakawa                    | Toyota GR010 Hybrid              | M    | 380     | +7 vueltas         |
| 15      | Hypercar      | 8   | Toyota Gazoo Racing       | Sébastien Buemi Brendon Hartley Ryō Hirakawa                    | Toyota 3.5 L Turbo V6            | M    | 380     | +7 vueltas         |
| 16      | Hypercar      | 93  | Peugeot TotalEnergies     | Paul di Resta Mikkel Jensen Jean-Éric Vergne                    | Peugeot 9X8                      | M    | 379     | +8 vueltas         |
| 16      | Hypercar      | 93  | Peugeot TotalEnergies     | Paul di Resta Mikkel Jensen Jean-Éric Vergne                    | Peugeot 2.6 L Turbo V6           | M    | 379     | +8 vueltas         |
| 17      | Hypercar      | 20  | BMW M Team WRT            | Robin Frijns René Rast Sheldon van der Linde                    | BMW M Hybrid V8                  | M    | 375     | +12 vueltas        |
| 17      | Hypercar      | 20  | BMW M Team WRT            | Robin Frijns René Rast Sheldon van der Linde                    | BMW 4.0 L Turbo V8               | M    | 375     | +12 vueltas        |
| 18      | LMP2          | 43  | Inter Europol Competition | Tom Dillmann Jakub Śmiechowski Nick Yelloly                     | Oreca 07                         | G    | 367     | +20 vueltas        |
| 18      | LMP2          | 43  | Inter Europol Competition | Tom Dillmann Jakub Śmiechowski Nick Yelloly                     | Gibson GK428 V8                  | G    | 367     | +20 vueltas        |
| 19      | LMP2          | 48  | VDS Panis Racing          | Oliver Gray Esteban Masson Franck Perera                        | Oreca 07                         | G    | 367     | +20 vueltas        |
| 19      | LMP2          | 48  | VDS Panis Racing          | Oliver Gray Esteban Masson Franck Perera                        | Gibson GK428 V8                  | G    | 367     | +20 vueltas        |
| 20      | LMP2 (Pro-Am) | 199 | AO by TF                  | Dane Cameron Louis Delétraz P. J. Hyett                         | Oreca 07                         | G    | 366     | +21 vueltas        |
| 20      | LMP2 (Pro-Am) | 199 | AO by TF                  | Dane Cameron Louis Delétraz P. J. Hyett                         | Gibson GK428 V8                  | G    | 366     | +21 vueltas        |
| 21      | LMP2          | 9   | Iron Lynx - Proton        | Macéo Capietto Reshad de Gerus Jonas Ried                       | Oreca 07                         | G    | 365     | +22 vueltas        |
| 21      | LMP2          | 9   | Iron Lynx - Proton        | Macéo Capietto Reshad de Gerus Jonas Ried                       | Gibson GK428 V8                  | G    | 365     | +22 vueltas        |
| 22      | LMP2 (Pro-Am) | 29  | TDS Racing                | Mathias Beche Clément Novalak Rodrigo Sales                     | Oreca 07                         | G    | 365     | +22 vueltas        |
| 22      | LMP2 (Pro-Am) | 29  | TDS Racing                | Mathias Beche Clément Novalak Rodrigo Sales                     | Gibson GK428 V8                  | G    | 365     | +22 vueltas        |
| 23      | LMP2 (Pro-Am) | 11  | Proton Competition        | René Binder Giorgio Roda Bent Viscaal                           | Oreca 07                         | G    | 365     | +22 vueltas        |
| 23      | LMP2 (Pro-Am) | 11  | Proton Competition        | René Binder Giorgio Roda Bent Viscaal                           | Gibson GK428 V8                  | G    | 365     | +22 vueltas        |
| 24      | LMP2          | 22  | United Autosports         | Pietro Fittipaldi David Heinemeier Hansson Renger van der Zande | Oreca 07                         | G    | 364     | +23 vueltas        |
| 24      | LMP2          | 22  | United Autosports         | Pietro Fittipaldi David Heinemeier Hansson Renger van der Zande | Gibson GK428 V8                  | G    | 364     | +23 vueltas        |
| 25      | LMP2          | 25  | Algarve Pro Racing        | Lorenzo Fluxá Matthias Kaiser Théo Pourchaire                   | Oreca 07                         | G    | 364     | +23 vueltas        |
| 25      | LMP2          | 25  | Algarve Pro Racing        | Lorenzo Fluxá Matthias Kaiser Théo Pourchaire                   | Gibson GK428 V8                  | G    | 364     | +23 vueltas        |
| 26      | LMP2 (Pro-Am) | 183 | AF Corse                  | António Félix da Costa François Perrodo Matthieu Vaxivière      | Oreca 07                         | G    | 364     | +23 vueltas        |
| 26      | LMP2 (Pro-Am) | 183 | AF Corse                  | António Félix da Costa François Perrodo Matthieu Vaxivière      | Gibson GK428 V8                  | G    | 364     | +23 vueltas        |
| 27      | LMP2 (Pro-Am) | 34  | Inter Europol Competition | Nick Boulle Luca Ghiotto Jean-Baptiste Simmenauer               | Oreca 07                         | G    | 363     | +24 vueltas        |
| 27      | LMP2 (Pro-Am) | 34  | Inter Europol Competition | Nick Boulle Luca Ghiotto Jean-Baptiste Simmenauer               | Gibson GK428 V8                  | G    | 363     | +24 vueltas        |
| 28      | LMP2 (Pro-Am) | 23  | United Autosports         | Ben Hanley Oliver Jarvis Daniel Schneider                       | Oreca 07                         | G    | 363     | +24 vueltas        |
| 28      | LMP2 (Pro-Am) | 23  | United Autosports         | Ben Hanley Oliver Jarvis Daniel Schneider                       | Gibson GK428 V8                  | G    | 363     | +24 vueltas        |
| 29      | LMP2 (Pro-Am) | 16  | RLR MSport                | Ryan Cullen Michael Jensen Patrick Pilet                        | Oreca 07                         | G    | 362     | +25 vueltas        |
| 29      | LMP2 (Pro-Am) | 16  | RLR MSport                | Ryan Cullen Michael Jensen Patrick Pilet                        | Gibson GK428 V8                  | G    | 362     | +25 vueltas        |
| 30      | LMP2 (Pro-Am) | 45  | Algarve Pro Racing        | Nicky Catsburg George Kurtz Alex Quinn                          | Oreca 07                         | G    | 362     | +25 vueltas        |
| 30      | LMP2 (Pro-Am) | 45  | Algarve Pro Racing        | Nicky Catsburg George Kurtz Alex Quinn                          | Gibson GK428 V8                  | G    | 362     | +25 vueltas        |
| 31      | Hypercar      | 15  | BMW M Team WRT            | Kevin Magnussen Raffaele Marciello Dries Vanthoor               | BMW M Hybrid V8                  | M    | 361     | +26 vueltas        |
| 31      | Hypercar      | 15  | BMW M Team WRT            | Kevin Magnussen Raffaele Marciello Dries Vanthoor               | BMW 4.0 L Turbo V8               | M    | 361     | +26 vueltas        |
| 32      | LMP2          | 37  | CLX – Pure Rxcing         | Tom Blomqvist Alex Malykhin Tristan Vautier                     | Oreca 07                         | G    | 358     | +29 vueltas        |
| 32      | LMP2          | 37  | CLX – Pure Rxcing         | Tom Blomqvist Alex Malykhin Tristan Vautier                     | Gibson GK428 V8                  | G    | 358     | +29 vueltas        |
| 33      | LMGT3         | 92  | Manthey 1st Phorm         | Ryan Hardwick Richard Lietz Riccardo Pera                       | Porsche 911 GT3 R (992)          | G    | 341     | +46 vueltas        |
| 33      | LMGT3         | 92  | Manthey 1st Phorm         | Ryan Hardwick Richard Lietz Riccardo Pera                       | Porsche 4.2 L Flat-6             | G    | 341     | +46 vueltas        |
| 34      | LMGT3         | 21  | Vista AF Corse            | François Hériau Simon Mann Alessio Rovera                       | Ferrari 296 GT3                  | G    | 341     | +46 vueltas        |
| 34      | LMGT3         | 21  | Vista AF Corse            | François Hériau Simon Mann Alessio Rovera                       | Ferrari 3.0 L Turbo V6           | G    | 341     | +46 vueltas        |
| 35      | LMGT3         | 81  | TF Sport                  | Rui Andrade Charlie Eastwood Tom van Rompuy                     | Chevrolet Corvette Z06 GT3.R     | G    | 341     | +46 vueltas        |
| 35      | LMGT3         | 81  | TF Sport                  | Rui Andrade Charlie Eastwood Tom van Rompuy                     | Chevrolet 5.5 L V8               | G    | 341     | +46 vueltas        |
| 36      | LMGT3         | 27  | Heart of Racing Team      | Mattia Drudi Ian James Zacharie Robichon                        | Aston Martin Vantage AMR GT3 Evo | G    | 341     | +46 vueltas        |
| 36      | LMGT3         | 27  | Heart of Racing Team      | Mattia Drudi Ian James Zacharie Robichon                        | Aston Martin 4.0 L Turbo V8      | G    | 341     | +46 vueltas        |
| 37      | LMGT3         | 87  | Akkodis ASP Team          | José María López Clemens Schmid Răzvan Umbrărescu               | Lexus RC F GT3                   | G    | 340     | +47 vueltas        |
| 37      | LMGT3         | 87  | Akkodis ASP Team          | José María López Clemens Schmid Răzvan Umbrărescu               | Lexus 5.0 L V8                   | G    | 340     | +47 vueltas        |
| 38      | LMGT3         | 90  | Manthey                   | Antares Au Klaus Bachler Loek Hartog                            | Porsche 911 GT3 R (992)          | G    | 340     | +47 vueltas        |
| 38      | LMGT3         | 90  | Manthey                   | Antares Au Klaus Bachler Loek Hartog                            | Porsche 4.2 L Flat-6             | G    | 340     | +47 vueltas        |
| 39      | LMGT3         | 33  | TF Sport                  | Jonny Edgar Daniel Juncadella Ben Keating                       | Chevrolet Corvette Z06 GT3.R     | G    | 339     | +48 vueltas        |
| 39      | LMGT3         | 33  | TF Sport                  | Jonny Edgar Daniel Juncadella Ben Keating                       | Chevrolet 5.5 L V8               | G    | 339     | +48 vueltas        |
| 40      | LMGT3         | 57  | Kessel Racing             | Takeshi Kimura Daniel Serra Casper Stevenson                    | Ferrari 296 GT3                  | G    | 339     | +48 vueltas        |
| 40      | LMGT3         | 57  | Kessel Racing             | Takeshi Kimura Daniel Serra Casper Stevenson                    | Ferrari 3.0 L Turbo V6           | G    | 339     | +48 vueltas        |
| 41      | LMGT3         | 77  | Proton Competition        | Ben Barker Bernardo Sousa Ben Tuck                              | Ford Mustang GT3                 | G    | 338     | +49 vueltas        |
| 41      | LMGT3         | 77  | Proton Competition        | Ben Barker Bernardo Sousa Ben Tuck                              | Ford 5.4 L V8                    | G    | 338     | +49 vueltas        |
| 42      | LMGT3         | 13  | AWA Racing                | Matt Bell Orey Fidani Lars Kern                                 | Chevrolet Corvette Z06 GT3.R     | G    | 338     | +49 vueltas        |
| 42      | LMGT3         | 13  | AWA Racing                | Matt Bell Orey Fidani Lars Kern                                 | Chevrolet 5.5 L V8               | G    | 338     | +49 vueltas        |
| 43      | LMGT3         | 150 | Richard Mille AF Corse    | Riccardo Agostini Custodio Toledo Lilou Wadoux                  | Ferrari 296 GT3                  | G    | 338     | +49 vueltas        |
| 43      | LMGT3         | 150 | Richard Mille AF Corse    | Riccardo Agostini Custodio Toledo Lilou Wadoux                  | Ferrari 3.0 L Turbo V6           | G    | 338     | +49 vueltas        |
| 44      | LMGT3         | 61  | Iron Lynx                 | Martin Berry Lin Hodenius Maxime Martin                         | Mercedes-AMG GT3 Evo             | G    | 337     | +50 vueltas        |
| 44      | LMGT3         | 61  | Iron Lynx                 | Martin Berry Lin Hodenius Maxime Martin                         | Mercedes-AMG 6.2 L V8            | G    | 337     | +50 vueltas        |
| 45      | LMGT3         | 10  | Racing Spirit of Léman    | Eduardo Barrichello Derek DeBoer Valentin Hasse-Clot            | Aston Martin Vantage AMR GT3 Evo | G    | 336     | +51 vueltas        |
| 45      | LMGT3         | 10  | Racing Spirit of Léman    | Eduardo Barrichello Derek DeBoer Valentin Hasse-Clot            | Aston Martin 4.0 L Turbo V8      | G    | 336     | +51 vueltas        |
| 46      | LMGT3         | 193 | Ziggo Sport – Tempesta    | Eddie Cheever III Chris Froggatt Jonathan Hui                   | Ferrari 296 GT3                  | G    | 335     | +52 vueltas        |
| 46      | LMGT3         | 193 | Ziggo Sport – Tempesta    | Eddie Cheever III Chris Froggatt Jonathan Hui                   | Ferrari 3.0 L Turbo V6           | G    | 335     | +52 vueltas        |
| 47      | LMGT3         | 63  | Iron Lynx                 | Brenton Grove Stephen Grove Luca Stolz                          | Mercedes-AMG GT3 Evo             | G    | 334     | +53 vueltas        |
| 47      | LMGT3         | 63  | Iron Lynx                 | Brenton Grove Stephen Grove Luca Stolz                          | Mercedes-AMG 6.2 L V8            | G    | 334     | +53 vueltas        |
| 48      | LMGT3         | 85  | Iron Dames                | Sarah Bovy Rahel Frey Célia Martin                              | Porsche 911 GT3 R (992)          | G    | 334     | +53 vueltas        |
| 48      | LMGT3         | 85  | Iron Dames                | Sarah Bovy Rahel Frey Célia Martin                              | Porsche 4.2 L Flat-6             | G    | 334     | +53 vueltas        |
| NC      | LMGT3         | 59  | United Autosports         | Sébastien Baud James Cottingham Grégoire Saucy                  | McLaren 720S GT3 Evo             | G    | 314     | No clasificado     |
| NC      | LMGT3         | 59  | United Autosports         | Sébastien Baud James Cottingham Grégoire Saucy                  | McLaren 4.0 L Turbo V8           | G    | 314     | No clasificado     |
| DNF     | LMP2          | 28  | IDEC Sport                | Sebastián Álvarez Paul Lafargue Job van Uitert                  | Oreca 07                         | G    | 308     | Rueda              |
| DNF     | LMP2          | 28  | IDEC Sport                | Sebastián Álvarez Paul Lafargue Job van Uitert                  | Gibson GK428 V8                  | G    | 308     | Rueda              |
| DNF     | LMGT3         | 78  | Akkodis ASP Team          | Finn Gehrsitz Jack Hawksworth Arnold Robin                      | Lexus RC F GT3                   | G    | 268     | Daños por colisión |
| DNF     | LMGT3         | 78  | Akkodis ASP Team          | Finn Gehrsitz Jack Hawksworth Arnold Robin                      | Lexus 5.0 L V8                   | G    | 268     | Daños por colisión |
| DNF     | Hypercar      | 311 | Cadillac Whelen           | Jack Aitken Felipe Drugovich Frederik Vesti                     | Cadillac V-Series.R              | M    | 247     | Motor              |
| DNF     | Hypercar      | 311 | Cadillac Whelen           | Jack Aitken Felipe Drugovich Frederik Vesti                     | Cadillac 5.5 L V8                | M    | 247     | Motor              |
| DNF     | LMP2          | 18  | IDEC Sport                | Jamie Chadwick Mathys Jaubert André Lotterer                    | Oreca 07                         | G    | 206     | Rueda              |
| DNF     | LMP2          | 18  | IDEC Sport                | Jamie Chadwick Mathys Jaubert André Lotterer                    | Gibson GK428 V8                  | G    | 206     | Rueda              |
| DNF     | LMGT3         | 54  | Vista AF Corse            | Francesco Castellacci Thomas Flohr Davide Rigon                 | Ferrari 296 GT3                  | G    | 192     | Mecánicos          |
| DNF     | LMGT3         | 54  | Vista AF Corse            | Francesco Castellacci Thomas Flohr Davide Rigon                 | Ferrari 3.0 L Turbo V6           | G    | 192     | Mecánicos          |
| DNF     | Hypercar      | 101 | Cadillac WTR              | Filipe Albuquerque Jordan Taylor Ricky Taylor                   | Cadillac V-Series.R              | M    | 189     | Motor              |
| DNF     | Hypercar      | 101 | Cadillac WTR              | Filipe Albuquerque Jordan Taylor Ricky Taylor                   | Cadillac 5.5 L V8                | M    | 189     | Motor              |
| DNF     | LMP2 (Pro-Am) | 24  | Nielsen Racing            | Cem Bölükbaşı Colin Braun Naveen Rao                            | Oreca 07                         | G    | 170     | Accidente          |
| DNF     | LMP2 (Pro-Am) | 24  | Nielsen Racing            | Cem Bölükbaşı Colin Braun Naveen Rao                            | Gibson GK428 V8                  | G    | 170     | Accidente          |
| DNF     | LMGT3         | 31  | The Bend Team WRT         | Timur Boguslavskiy Augusto Farfus Yasser Shahin                 | BMW M4 GT3 Evo                   | G    | 168     | Daños por colisión |
| DNF     | LMGT3         | 31  | The Bend Team WRT         | Timur Boguslavskiy Augusto Farfus Yasser Shahin                 | BMW 3.0 L Turbo I6               | G    | 168     | Daños por colisión |
| DNF     | LMGT3         | 46  | Team WRT                  | Ahmad Al Harthy Valentino Rossi Kelvin van der Linde            | BMW M4 GT3 Evo                   | G    | 156     | Eléctricos         |
| DNF     | LMGT3         | 46  | Team WRT                  | Ahmad Al Harthy Valentino Rossi Kelvin van der Linde            | BMW 3.0 L Turbo I6               | G    | 156     | Eléctricos         |
| DNF     | LMGT3         | 95  | United Autosports         | Sean Gelael Darren Leung Marino Sato                            | McLaren 720S GT3 Evo             | G    | 80      | Tren motriz        |
| DNF     | LMGT3         | 95  | United Autosports         | Sean Gelael Darren Leung Marino Sato                            | McLaren 4.0 L Turbo V8           | G    | 80      | Tren motriz        |
| DNF     | LMGT3         | 60  | Iron Lynx                 | Andrew Gilbert Lorcan Hanafin Fran Rueda                        | Mercedes-AMG GT3 Evo             | G    | 57      | Motor              |
| DNF     | LMGT3         | 60  | Iron Lynx                 | Andrew Gilbert Lorcan Hanafin Fran Rueda                        | Mercedes-AMG 6.2 L V8            | G    | 57      | Motor              |
| DNF     | LMGT3         | 88  | Proton Competition        | Stefano Gattuso Giammarco Levorato Dennis Olsen                 | Ford Mustang GT3                 | G    | 46      | Accidente          |
| DNF     | LMGT3         | 88  | Proton Competition        | Stefano Gattuso Giammarco Levorato Dennis Olsen                 | Ford 5.4 L V8                    | G    | 46      | Accidente          |
| DSQ     | Hypercar      | 50  | Ferrari AF Corse          | Antonio Fuoco Miguel Molina Nicklas Nielsen                     | Ferrari 499P                     | M    | 387     | Descalificado      |
| DSQ     | Hypercar      | 50  | Ferrari AF Corse          | Antonio Fuoco Miguel Molina Nicklas Nielsen                     | Ferrari 3.0 L Turbo V6           | M    | 387     | Descalificado      |
| Fuente: |               |     |                           |                                                                 |                                  |      |         |                    |

### Citas
1. ↑  «24 Horas de Le Mans 2025: Horarios de entrenamientos, clasificación y carrera y cómo ver por TV». As. 7 de junio de 2025. Consultado el 8 de junio de 2025.
2. ↑  «Ganadores y perdedores de las 24 Horas de Le Mans 2025». es.motorsport.com. Motorsport Network. 16 de junio de 2025. Consultado el 16 de junio de 2025.
3. 1 2  «2025 24 Hours Of Le Mans Entry List Revealed». DailySportsCar.com (en inglés). 3 de marzo de 2025. Consultado el 8 de junio de 2025.
4. 1 2  «2025 24 HOURS LE MANS - PROVISIONAL ENTRY LIST» (PDF). 24 Horas de Le Mans (en inglés). 13 de mayo de 2025. Consultado el 8 de junio de 2025.
5. ↑  «FIA WEC 92º Edition des 24 Heures du Mans – Provisional Starting Grid» (PDF). Automobile Club de l'Ouest (en inglés). 13 de junio de 2025. Consultado el 14 de junio de 2025.
6. ↑  «FIA WEC 93º Edition des 24 Heures du Mans – Qualifying after Hyperpole – Final Classification» (PDF). Automobile Club de l'Ouest (en inglés). 13 de junio de 2025. Consultado el 14 de junio de 2025.
7. ↑  «Porsche #6 Disqualified From Le Mans Qualifying». Campeonato Mundial de Resistencia de la FIA (en inglés). 11 de junio de 2025. Consultado el 14 de junio de 2025.
8. ↑  Ruiz, Carmen (17 de junio de 2025). «El Ferrari de Molina, descalificado de las 24 Horas de Le Mans». Diario AS. Consultado el 18 de junio de 2025.
9. ↑  «FIA WEC 93º Edition des 24 Heures du Mans Race Provisional Classification» (PDF). Automobile Club de l'Ouest (en inglés). 15 de junio de 2025. Consultado el 16 de junio de 2025.